# Cesare Busdragus
César Busdragus ou Cesare Busdrago (falecido em outubro de 1585) foi um prelado católico romano que serviu como arcebispo de Chieti (1578–1585) e bispo de Alessano (1574–1578).

## Biografia
No dia 1 de outubro de 1574, Cesare Busdragus foi nomeado Bispo de Alessano durante o papado de Gregório XIII. A 11 de agosto de 1578, foi nomeado Arcebispo de Chieti durante o papado de Gregório XIII, onde serviu como bispo até à sua morte em outubro de 1585.